# Rio Colţii lui Andrei
O Rio Colţii lui Andrei é um rio da Romênia, afluente do Dâmboviţa, localizado no distrito de Argeş.